# Hélène Flautre
 (novembre 2017).
Hélène Flautre est une femme politique française née le 29 juillet 1958 à Bapaume (Pas-de-Calais), membre du parti Europe Écologie Les Verts. Depuis 2012, elle est vice-présidente du conseil d'administration du Mouvement européen-France.

## Biographie

### Parcours local
Adhérente des Verts depuis 1989 et investie localement à Arras, elle est conseillère municipale d’Arras de 1989 à 1992, de 2001 à 2007 et de nouveau depuis 2014.
Ingénieure de formation (ESTP) et professeur de mathématiques de 1981 à 1992, elle intègre ensuite, de 1992 à 1998, le Cabinet de la Présidente de la région Nord-Pas-De-Calais, Marie-Christine Blandin, et sera chargée des questions culturelles.
Pendant l'été 1999, elle apporte son soutien aux associations qui permettent l’ouverture du centre de Sangatte qui, pendant trois ans, accueille plus de 60 000 personnes. Hélène Flautre participe également fortement à la mobilisation contre la fermeture du centre de Sangatte en 2002 voulue par Nicolas Sarkozy.
Au printemps 2013, Hélène Flautre annonce sa candidature aux élections municipales d’Arras. En janvier 2014, elle obtient la tête de liste à la suite d'un accord national entre EELV et le PS. La section PS locale se rallie à cette décision, non sans mal.

### Parcours européen
En 1999, elle fait son entrée au Parlement européen sur la liste des Verts conduite par Daniel Cohn-Bendit. Elle s’engage pour un projet européen qui porte les valeurs de l’écologie politique au cours de trois mandats successifs (1999-2004, 2004-2009, 2009-2014). 
Hélène Flautre s’impose très rapidement comme une personnalité de référence dans le soutien actif aux démocrates notamment tunisiens en lutte contre les dictatures, dans la défense des migrants et la promotion de la justice sociale.
De 1999 à 2004, elle est membre de la  Commission des affaires étrangères, de la Commission de l'emploi et des affaires sociales et de la délégation de l’Union Européenne pour les relations avec le Maghreb. Elle travaille alors plus particulièrement sur les dossiers des services publics européens (poste, aérien), des restructurations des grands groupes internationaux, des droits sociaux des salariés européens (comité d’entreprise européens), du droit d'asile en Europe avec la question particulière de la mise à l’écart des étrangers au sein de l’Union européenne, des droits de l'homme dans les pays du Maghreb (persécution des démocrates, disparus algériens).
En 2004, elle conduit la liste des Verts aux élections européennes dans la circonscription Nord-Ouest et est co-porte-parole national de la campagne pour Les Verts. La liste obtient 6,5 % des voix et elle est ainsi réélue au Parlement européen.
De 2004 à 2009, elle est la première présidente de la sous-commission des droits de l'homme nouvellement créée et l’installe dans le paysage institutionnel de l’Union européenne. Son deuxième mandat est aussi marqué par son entrée dans la Bande de Gaza en 2008 afin d’apporter son soutien aux habitants qui y subissent les bombardements de l’armée israélienne. Toujours en 2008, Hélène Flautre lance une initiative politique sur la question des migrations climatiques au sein du Parlement européen.
En 2012, elle a présenté le rapport « Allégations de transport et de détention illégale de prisonniers par la CIA dans des pays européens » adopté le 11 septembre 2012 par le Parlement Européen dénonçant la complicité passive ou active de certains états européens dans le programme de « restitutions extraordinaires » élaboré par la CIA, qui a appuyé la lutte contre le terrorisme sur la torture. Elle a cosigné avec Bertrand Verfaillie un petit livre accessible sur le web relatant le résultat des recherches effectuées portant le titre « Le programme secret de la CIA et le Parlement européen - Histoire d’un forfait, histoire d’un sursaut ».
Présidente de la commission mixte parlementaire UE-Turquie de 2009 à 2014, elle est également membre de l’Assemblée parlementaire euro-méditerranéenne et membre de la commission des libertés civiles, de la justice et des affaires intérieures.

### Auprès de Yannick Jadot
Elle figure dans le premier cercle de l'équipe de campagne de Yannick Jadot en vue de l'élection présidentielle de 2022, occupant la fonction de coordinatrice de la stratégie.

## Distinctions
- Chevalière de l'ordre national du Mérite, le 2 mai 2017[5].